# Regus
Regus là một công ty đa quốc gia cung cấp dịch vụ cho thuê văn phòng làm việc trên toàn cầu. Cho tới 23 tháng Sáu, năm 2015, công ty này hiện đang điều hành 2300 trung tâm văn phòng làm việc  ở 106 quốc gia trên thế giới. Thành lập tại Brussels, Bỉ, năm 1989, Regus có văn phòng chính tại Thành phố Luxembourg, Luxembourg, với 8,375 nhân viên, và có mặt trên sàn chứng khoán Sở giao dịch chứng khoán London và là một thành viên của FTSE 250 Index. Regus được đăng ký thành lập tập đoàn tại Saint Helier, Jersey.

## Lịch sử
Vào năm 1989 khi trong một chuyến đi công tác đến Brussels, một Doanh nhân Người Anh, Mark Dixon, nhận thấy sự thiếu thốn về nơi làm việc cho những doanh nhân thường hay đi công tác; những người này thường phải làm việc tại các khách sạn. Ông nhận thấy được nhu cầu cần có văn phòng làm việc mà được bảo dưỡng, có người hiện diện và luôn sẵn sàng cho các công ty sử dụng một cách linh động và đã tạo ra trung tâm văn phòng đầu tiên của mình tại Brussels, Bỉ.
Năm 1994, Regus tiến vào Mỹ Latin với một trung tâm ở São Paulo và vào năm 1999 thì xuất hiện ở Châu Á với trung tâm đầu tiên ở Bắc Kinh.
Công ty này sau đó tiến hành IPO ở Sở giao dịch chứng khoán London vào năm 2000.
Năm 2001 Regus mua lại Stratis Business Centers, một hệ thống chuỗi các trung tâm văn phòng tại Mỹ, và tiến sang thị trường Nước Mỹ. Vào cuối năm 2001 trung tâm văn phòng của Regus tại tầng 93 Tòa Tháp Phía Nam thuộc World Trade Center đã bị phá hủy bởi cuộc tấn công khủng bố ngày 9/11; năm nhân viên của Regus đã thiệt mạng. Công ty này đã bị chỉ trích vì thiếu sự phản hồi cho các gia đình nạn nhân, dù một quan chức của Regus nói rằng họ đã chủ động liên hệ tới từng gia đình của các nhân viên bị mất tích. "
Năm 2002, Regus bán một phần (58%) cổ phần kiểm soát của mảng kinh doanh chủ chốt tại Liên Hiệp Vương Quốc Anh cho Rex 2002 Limited, một công ty tư nhân trực thuộc Alchemy Partners. Việc này giúp gây quỹ thêm 51 triệu Pound Anh cho công ty, vốn đang phải đối mặt với những khó khăn lớn về tài chính.
Năm 2003 Regus đăng ký bảo hộ Chương 11 phá sản cho dịch vụ kinh doanh tại Mỹ, vốn đang gắng gượng trong thời kỳ bong bóng Dot-com. Chưa đến một năm sau Regus đưa dịch vụ kinh doanh tại Mỹ ra khỏi chương trình bảo hộ phá sản, nhờ sự hỗ trợ về tài chính từ dịch vụ kinh doanh có lợi nhuận từ Liên Hiệp Vương Quốc Anh.
Công ty này mua lại HQ Global Workplaces, một công ty chuyên cung cấp dịch vụ văn phòng làm việc toàn cầu có trụ sở tại Mỹ vào năm 2004. Văn phòng làm việc chính trước đây của HQ tại Addison, Taxas trở thành một trong những văn phòng chính của Regus.
Regus mua lại cổ phần kiểm soát của dịch vụ kinh doanh tại Liên Hiệp Vương Quốc Anh vào năm 2006 với 88 triệu Pound, đánh dấu sự kết thúc của quá trình phục hồi nhanh chóng từ việc gần sụp đổ của công ty vào năm 2002. Công ty này tiếp tục mua lại Laptop Lane, một chuỗi trung tâm văn phòng làm việc tại các sân bay ở Mỹ vào cuối năm đó.
Vào năm 2006 công ty này bắt đầu liên kết với Air France-KLM và American Airlines với việc cung cấp dịch vụ ưu tiên cho những người đi công tác và vào năm 2007 thì liên kết với American Express để cung cấp dịch vụ ưu tiên cho những người sử dụng thẻ Premium.
Vào năm 2007 Regus mở rộng hơn vị thế toàn cầu, mở các trung tâm dịch vụ văn phòng tại Bulgaria, Jordan, Kenya và Qatar.
Vào tháng 6 năm 2008, Regus giới thiệu Businessworld, một dịch vụ có đăng ký thành viên nhiều cấp độ mà cho phép người dùng có thể linh động tiếp cận các dịch vụ của Regus tại bất cứ địa điểm nào của Regus trên thế giới, tận dụng thế mạnh của công ty ở cấp độ toàn cầu. Dịch vụ này hướng đến các khách hàng mà thường xuyên đi công tác nước ngoài.
Bắt đầu từ 14 tháng 10 năm 2008, Regus Group plc trở thành Regus plc. Regus plc được tạo ra như là một công ty cổ phần cho tập đoàn Regus plc nhằm thiết lập văn phòng chính tại Luxembourg và văn phòng được đăng ký tại Jersey. Cả Luxembourg và Jersey là những trung tâm tài chính nước ngoài với nhiều nhà kinh doanh. Công ty đã có văn phòng chính tại Chertsey, Surrey, Anh và Addison, Texas, Hoa Kỳ.
Regus tiếp tục với chính sách mở rộng, khai trương thêm các trung tâm kinh doanh mới. Công ty này cũng đã tái thương thuyết một số hợp đồng cho thuê với các chủ sở hữu tại UK để tiết kiệm tiền, cảnh báo những người chủ sở hữu rằng nếu những phương tiện giữ cho việc thuê mướn có thể bị chính phủ quản lý; việc này đã làm cả ngành công nghiệp cho thuê của nước Anh.
Vào ngày 5 tháng 7 năm 2012, Thủ tướng Anh David Cameron đã thông báo rằng Regus sẽ cung cấp hệ thống văn phòng cho thuê cùng dịch vụ cho 30,000 nhà kinh doanh trẻ tuổi khắp nước Anh. Gói hỗ trợ này đáng giá 20 triệu Pound, sẽ mang tới những sự hỗ trợ thiết thực cho những nhà kinh doanh trẻ mới bắt đầu khởi nghiệp. Điều này bổ trợ cho Quỹ Cho Vay Khởi Nghiệp Của Chính phủ được quản lý bởi James Caan của Dragon's Den danh tiếng.
Vào ngày 19 tháng 2 năm 2013, Regus có được quyền điều hành của MWB BE, nhà cung cấp dịch vụ cho thuê lớn thứ nhì tại UK với 65,6 triệu Pound tiền mặt đấu giá  sau một cuộc tranh giành với tỉ phú Hong Kong Anson Chan nhằm có quyền sở hữu công ty này. Regus từng đầu giá thấp hơn vào tháng 6 năm 2011 nhưng thất bại.
Vào năm 2013, Regus hoạt động tại nước thứ 100, Nepal, và trung tâm thứ 1,500 tại Pune, Ấn Độ, và giờ phục vụ 1,5 triệu khách hàng.
Vào năm 2014, Regus mở trung tâm dịch vụ coh thuê thứ 2,300 tại Boulder, Colorado và mở rộng tại hơn 50 thành phố và khu đô thị chỉ trong quý 1. Công ty này cũng ký kết hợp đồng bước ngoặt với Heathrow và các sân bay Gatwick, cũng như là chính phủ Singapore.

## Hoạt động và dịch vụ
Regus và các thương hiệu của nó (HQ và Regus Express) cung cấp dịch vụ cho thuê văn phòng, văn phòng ảo, phòng họp, và phòng hội nghị video cho các khách hàng dựa trên hợp đồng. Công ty này hoạt động tại 104 quốc gia với hơn 2300 trung tâm cung cấp dịch vụ, và trở thành nhà cung cấp dịch vụ văn phòng làm việc linh động lớn nhất thế giới. Regus cũng là một trong những nhà tài trợ của Fair Spend, và Mars One, một dự án phi thuyền cá nhân của Hà Lan. Regus UK cũng tổ chức chương trình Britain First tại văn phòng Belfast và cũng như Britannia Campaigning, công ty đứng đằng sau Britain First và thuộc sở hữu của Paul Golding.

## Tổng hành dinh
Regus đăng ký trụ sở chính tại Thành phố Luxembourg, số 26, Boulevard Royal, L-2449.

## Quản trị cấp cao
Trong vai trò CEO của công ty, tổng số tiền lương hàng năm của Mark Dixon là 591,000 Pound, trong đó có 522,800 là tiền lương căn bản và 68,200 Pound là tiền phụ cấp. Không có tiền thưởng hằng năm dành cho Dixon hay các nhân viên vào năm 2009 bởi tình hình 'tài chính thị trường'.